# M'Daourouch
M'Daourouch là một đô thị thuộc tỉnh Souk Ahras, Algérie. Dân số thời điểm năm 2002 là 24.919 người.